# Hjältarnas dag
Hjältarnas dag är en nationell helgdag i Namibia som högtidlighåller minnet av det sydafrikanska gränskriget som inleddes den 26 augusti 1966 vid Omugulugwombashe. Dagen infaller årligen den 26 augusti och erkänns av Förenta nationerna som Namibiadagen.